# Anthony Zinni

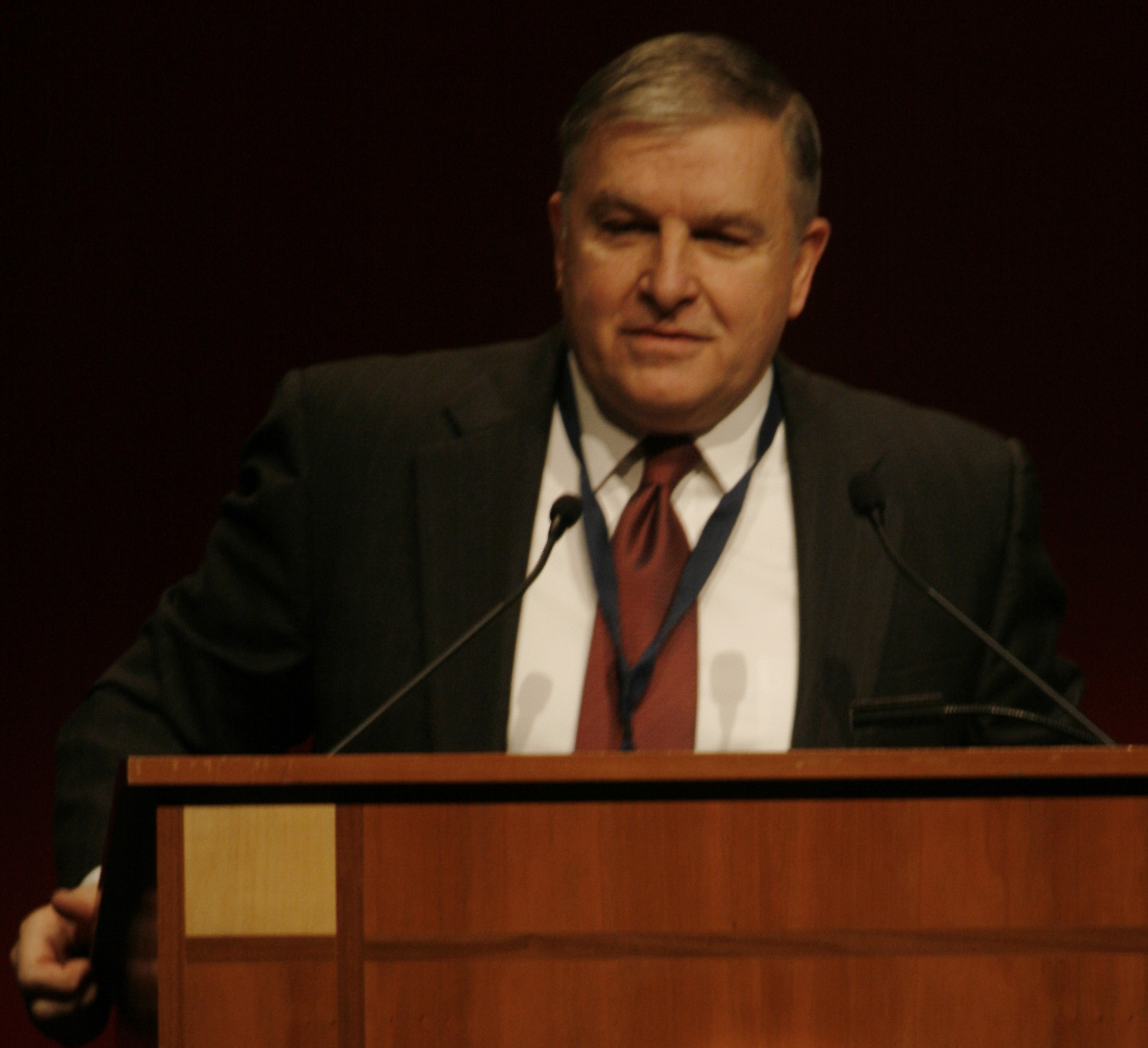

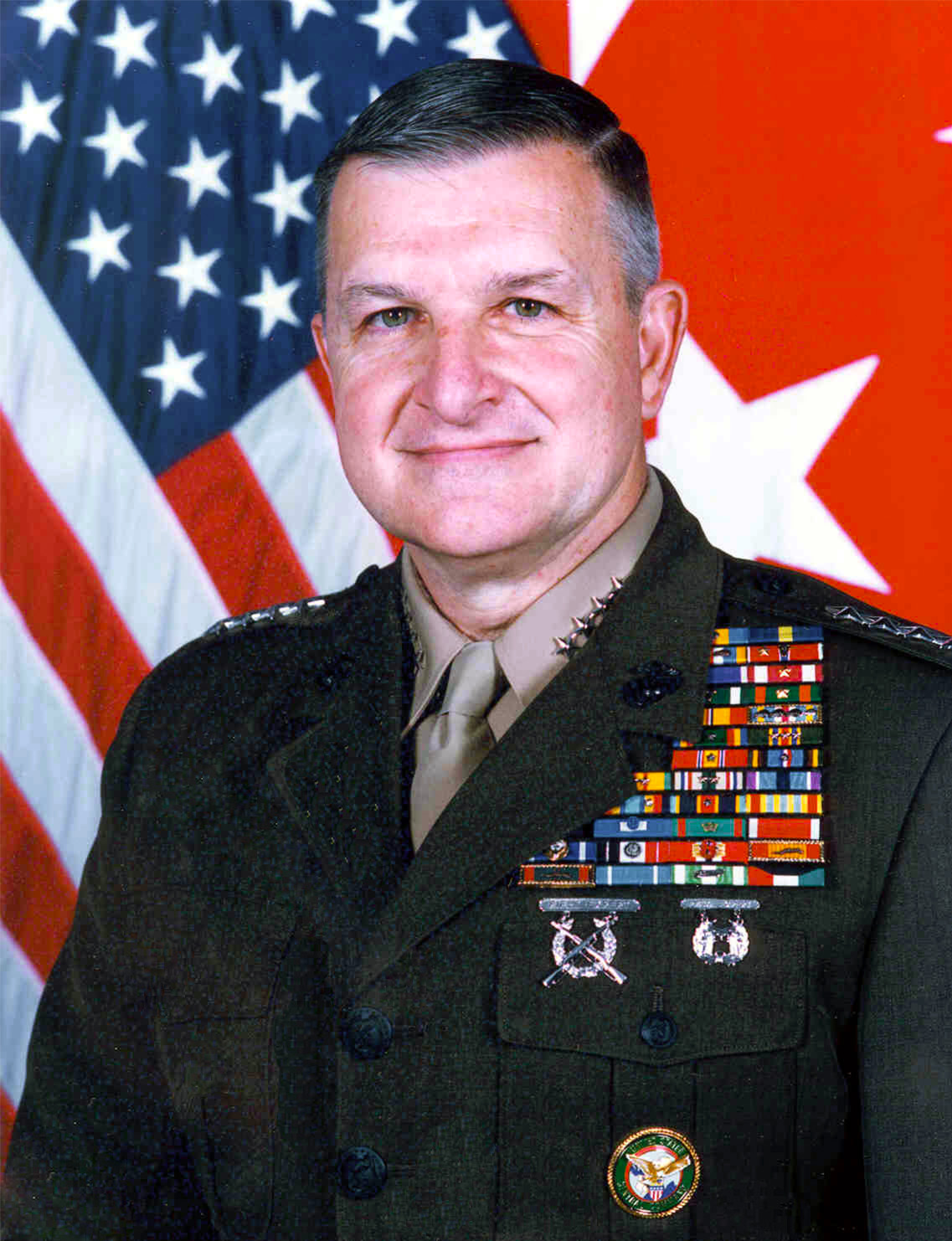

Anthony Charles Zinni (17 de septiembre de 1943) es un general norteamericano retirado con cuatro estrellas de los Marines, y antiguo comandante en jefe del U.S. Central Command (CENTCOM). En 2002 fue elegido para encabezar una misión especial en nombre de los Estados Unidos a Israel y la Autoridad Palestina. Durante esa misión se desempeñó como instructor del Departamento de Estudios Internaciones en el Instituto Militar de Virginia. Actualmente, es instructor de la Escuela de Sanford de Política Pública en la Duke University, portavoz y autor de dos best-sellers sobre su carrera militar y asuntos exteriores.